# Площадь Лондона (Тель-Авив)
Площадь Лондона (ивр. כיכר לונדון‎, Kikar London) — площадь в Тель-Авиве. Расположена в непосредственной близости от пляжа, на пересечении набережной Бограшов, улиц ха-Яркон и Герберт Самуэль.

## История
Площадь была названа 24 мая 1942 года в честь столицы Великобритании в знак памяти жертв нацистских бомбардировок Лондона в 1940—1941 годах. В центре площади находится памятник нелегальной иммиграции в Палестину во время Второй мировой войны. Памятник имеет форму корабля, на камнях высечены названия всех кораблей, осуществлявших перевозку иммигрантов.
В 2000 году площадь была реконструирована. На улице ха-Яркон на уровне ниже набережной был сооружён подземный гараж, поверх которого высажены зелёные насаждения. На площади расположен ряд известных отелей, в частности, отель «Дан Тель-Авив». В 1994 году на северной части площади был построен отель «Царь Давид» (высота 82 метра).